# Houdelaincourt
Houdelaincourt é uma comuna francesa na região administrativa de Grande Leste, no departamento de Meuse. Estende-se por uma área de 16,07 km². Em 2010 a comuna tinha 298 habitantes (densidade: 18,5 hab./km²).